# Kocaelispor
A Kocaelispor egy labdarúgócsapat a törökországi İzmitből. 1966-ban alapították, a Turkcell Süper Ligben 1980–1988 és 1992–2003 között játszottak. A Fortis Türkiye Kupasıt kétszer, 1997-ben és 2002-ben nyerték meg. A 2018-2019-es szezonban a török negyedosztályú labdarúgó bajnokságban szerepelt a klub.

## Jelenlegi keret
| #  |       | Poszt | Név               |
| -- | ----- | ----- | ----------------- |
| 1  | török | K     | Behram Zülaloğlu  |
| 2  | török | KP    | Bilal Turgut      |
| 3  | török | V     | Taylan Işıldar    |
| 4  | török | V     | Muhammet Özdin    |
| 5  | török | V     | Hakan Çimen       |
| 6  | török | KP    | Hamza Mutlu       |
| 7  | török | KP    | Haydar Koç        |
| 8  | török | KP    | Muhammed Türkmen  |
| 9  | török | CS    | Adem Çalık        |
| 10 | török | KP    | Fatih Şen         |
| 11 | török | KP    | Mehmet Öztonga    |
| 13 | török | KP    | Cem Sinan Vergül  |
| 14 | török | K     | Kılıçarslan Kopuz |
| 18 | török | CS    | Alper Balaban     |

| #  |       | Poszt | Név                                |
| -- | ----- | ----- | ---------------------------------- |
| 19 | török | CS    | Taner Gülleri                      |
| 21 | török | K     | Ercan Aykanat                      |
| 22 | török | V     | Erman Güraçar                      |
| 23 | török | KP    | Umut Kekilli                       |
| 26 | török | CS    | Can Erdem                          |
| 33 | török | V     | Emirhan Önder                      |
| 34 | török | V     | İskender Köksal                    |
| 35 | török | KP    | Semavi Özgür                       |
| 41 | török | CS    | Serdar Topraktepe (csapatkapitány) |
| 55 | török | KP    | Bayram Toysal                      |
| 66 | török | KP    | Berkay Samancı                     |
| 77 | török | V     | Serkan Yanık                       |
| 89 | török | KP    | Serhat Sağat                       |

## Nemzetközi mérkőzései
- Csop. = csoportkör
- 1. ford. = első forduló
- 2. ford. = második forduló
- 3. ford. = harmadik forduló
- 1/8 d. = nyolcaddöntő

| Szezon  | Rendezvény     | Forduló  |            | Klub                   | Eredmény |
| ------- | -------------- | -------- | ---------- | ---------------------- | -------- |
| 1993-94 | UEFA-kupa      | 1. ford. | portugália | Sporting CP            | 0-0, 0-2 |
| 1996    | Intertotó-kupa | Csop.    | bulgária   | CSZKA Szófia           | 1-3      |
|         |                | Csop.    | francia    | RC Strasbourg          | 1-1      |
|         |                | Csop.    | málta      | Hibernians FC          | 5-3      |
|         |                | Csop.    | orosz      | FK Ural Jekatyerinburg | 0-2      |
| 1997-98 | KEK            | 1. ford. | román      | FC Progresul Bucureşti | 2-0, 1-0 |
|         |                | 1/8 d.   | orosz      | FK Lokomotyiv Moszkva  | 1-2, 0-0 |
| 1999    | Intertoto-kupa | 2. ford. | lett       | FK Ventspils           | 1-1, 2-0 |
|         |                | 3. ford. | német      | MSV Duisburg           | 0-3, 0-0 |
| 2000    | Intertotó-kupa | 1. ford. | litvánia   | FK Atlantas            | 0-1, 1-0 |
| 2002-03 | UEFA-kupa      | 1. ford. | magyar     | Ferencváros            | 0-4, 0-1 |

## Híres játékosok
| - Orhan Ak - Altan Aksoy - Yusuf Altintas - Hakan Arikan - Volkan Arslan - Saffet Akyüz - Ali Eren Beserler - Ugur Boral - Nuri Çolak - Ahmet Dursun - Cihan Haspolatlı - Tayfur Havutçu - Ibrahim Kas - Volkan Kilimci - Mert Korkmaz - Özden Öngün - Mustafa Özkan - Saffet Sancaklı - Metin Tekin - Evren Turhan - Güvenç Kurtar - Ceyhun Güray - Faruk Yiğit - Tarık Daşgün - Orhan Kaynak - Erman Güraçar - Uğur Boral |  | - Con Blatsis - Yüksel Sariyar - Samir Muratović - Fahrudin Omerović - Aleksandar Aleksandrow - Zdrawko Łazarow - Predrag Pażin - Tomislav Erceg - Ayman Abdel Aziz - Mehat Abdel Hady - Hossam Abdel Monaem - Ahmed Haszán - Kwame Ayew - Givi Didava - Zaza Dżanaszija - Rewaz Kemoklidze - Jonah Sarwieh - Kaan Dobra - Dumitru Stângaciu - Sabin Ilie - John Moshoeu - Milorad Korać - Mert Meriç - Milan Timko - Stark Péter |

## Korábbi vezetőedzők
- Holger Osieck